# Camptomyia triplicata
Camptomyia triplicata är en tvåvingeart som beskrevs av Fedotova 2004. Camptomyia triplicata ingår i släktet Camptomyia och familjen gallmyggor. Inga underarter finns listade i Catalogue of Life.